# Dulong-Petit-Gesetz
Das Dulong-Petit-Gesetz (nach Pierre Louis Dulong und Alexis Thérèse Petit) besagt, dass die molare Wärmekapazität eines aus einzelnen Atomen zusammengesetzten Festkörpers einen universalen und konstanten Wert habe, nämlich das Dreifache der universellen Gaskonstante R:
{\displaystyle {\begin{aligned}C_{\mathrm {m} }&=3\cdot R\\&\approx 3\cdot 8{,}3\,{\frac {\mathrm {J} }{\mathrm {mol} \cdot \mathrm {K} }}\\&=24{,}9\,{\frac {\mathrm {J} }{\mathrm {mol} \cdot \mathrm {K} }}\end{aligned}}}

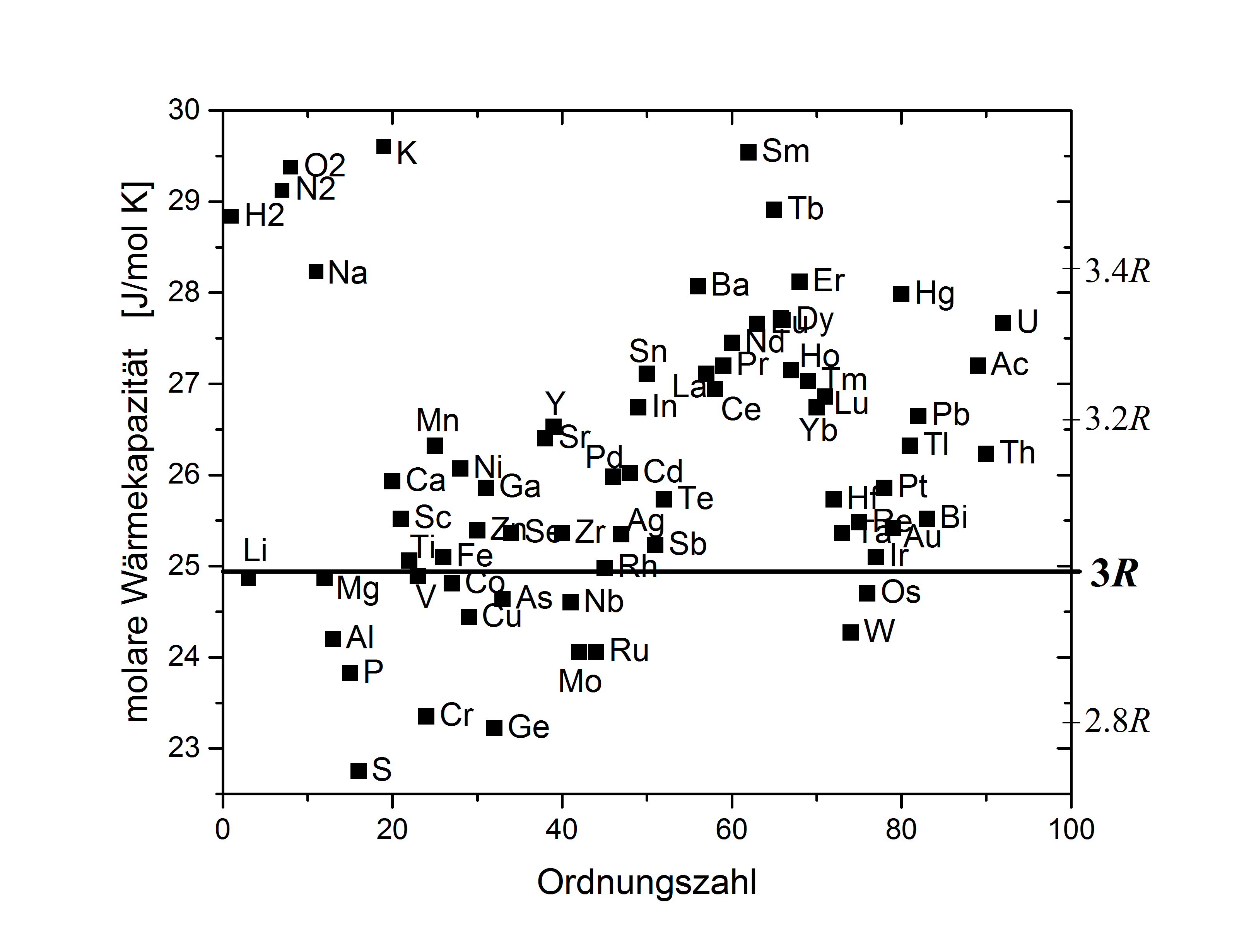
Die molaren Wärmekapazitäten der meisten Elemente – hier gezeigt als Funktion der Ordnungszahl – liegen zwischen 2,8 R und 3,4 R.

Die beiden Namensgeber stellten experimentell fest, dass zahlreiche von ihnen untersuchte Substanzen praktisch dieselbe molare Wärmekapazität haben, und veröffentlichten 1819 die Vermutung, es handle sich hierbei um eine allgemeine Gesetzmäßigkeit. Die klassische statistische Thermodynamik (die noch keine Quanteneffekte kannte) fand später für die molare Wärmekapazität monoatomarer (das heißt aus gleichartigen Atomen aufgebauter) Festkörper tatsächlich den konstanten Wert {\displaystyle 3R}. Auf größere Temperaturbereiche ausgedehnte Messungen und theoretische Untersuchungen unter Berücksichtigung quantenmechanischer Prinzipien zeigen jedoch, dass dieses Gesetz nur näherungsweise gültig ist.

## Herleitung
Die Teilchen in einem Festkörper sind an ihre Plätze im Kristallgitter gebunden und führen Schwingungen um diese Mittelpositionen aus. Die Schwingung jedes Teilchens kann in erster Näherung als harmonischer Oszillator beschrieben werden. Nach dem Gleichverteilungssatz der klassischen statistischen Thermodynamik trägt jeder der drei Gitterschwingungsfreiheitsgrade jedes Teilchens (je einer in {\displaystyle x}-, {\displaystyle y}- und {\displaystyle z}-Richtung) bei der Temperatur {\displaystyle T} im Mittel die kinetische Energie
{\displaystyle E_{\mathrm {kin} }={\frac {1}{2}}\cdot k_{\mathrm {B} }\cdot T}
mit der Boltzmann-Konstante {\displaystyle k_{\mathrm {B} }}.
Die potentielle Energie des harmonischen Oszillators ist eine homogene Funktion 2. Grades in der Auslenkung. Also folgt nach dem Virialsatz, dass die mittlere potentielle Energie gleich der mittleren kinetischen Energie ist:
{\displaystyle E_{\mathrm {kin} }=E_{\mathrm {pot} }}
Auf einen Schwingungsfreiheitsgrad entfällt daher im Mittel die Energie {\displaystyle \textstyle 2\cdot {\frac {1}{2}}\cdot k_{\mathrm {B} }\,T} und auf ein Teilchen mit drei Freiheitsgraden für die Gitterschwingung die Energie {\displaystyle \textstyle 3\,k_{\mathrm {B} }\,T}. Ein Mol solcher Teilchen trägt also die Energie
{\displaystyle E=3\cdot N_{\mathrm {A} }\cdot k_{\mathrm {B} }\cdot T=3\cdot R\cdot T}
mit
- {\displaystyle N_{\mathrm {A} }} die Avogadro-Konstante
- {\displaystyle R} die universelle Gaskonstante

und die molare Wärmekapazität ist
{\displaystyle C_{\mathrm {m} ,V}={\frac {1}{n}}\left({\frac {\partial U_{\mathrm {m} }}{\partial T}}\right)_{V}\approx C_{\mathrm {m} ,p}={\frac {1}{n}}\left({\frac {\partial H_{\mathrm {m} }}{\partial T}}\right)_{p}\approx 3\cdot R=3\cdot N_{\mathrm {A} }\cdot k_{\mathrm {B} }}
mit
- {\displaystyle n} die Stoffmenge
- {\displaystyle C_{\mathrm {m} ,p}} die molare Wärmekapazität bei konstantem Druck {\displaystyle p}
- {\displaystyle C_{\mathrm {m} ,V}} die molare Wärmekapazität bei konstantem Volumen {\displaystyle V}
- {\displaystyle U_{\mathrm {m} }} die molare innere Energie
- {\displaystyle H_{\mathrm {m} }} die molare Enthalpie.

## Grenzen

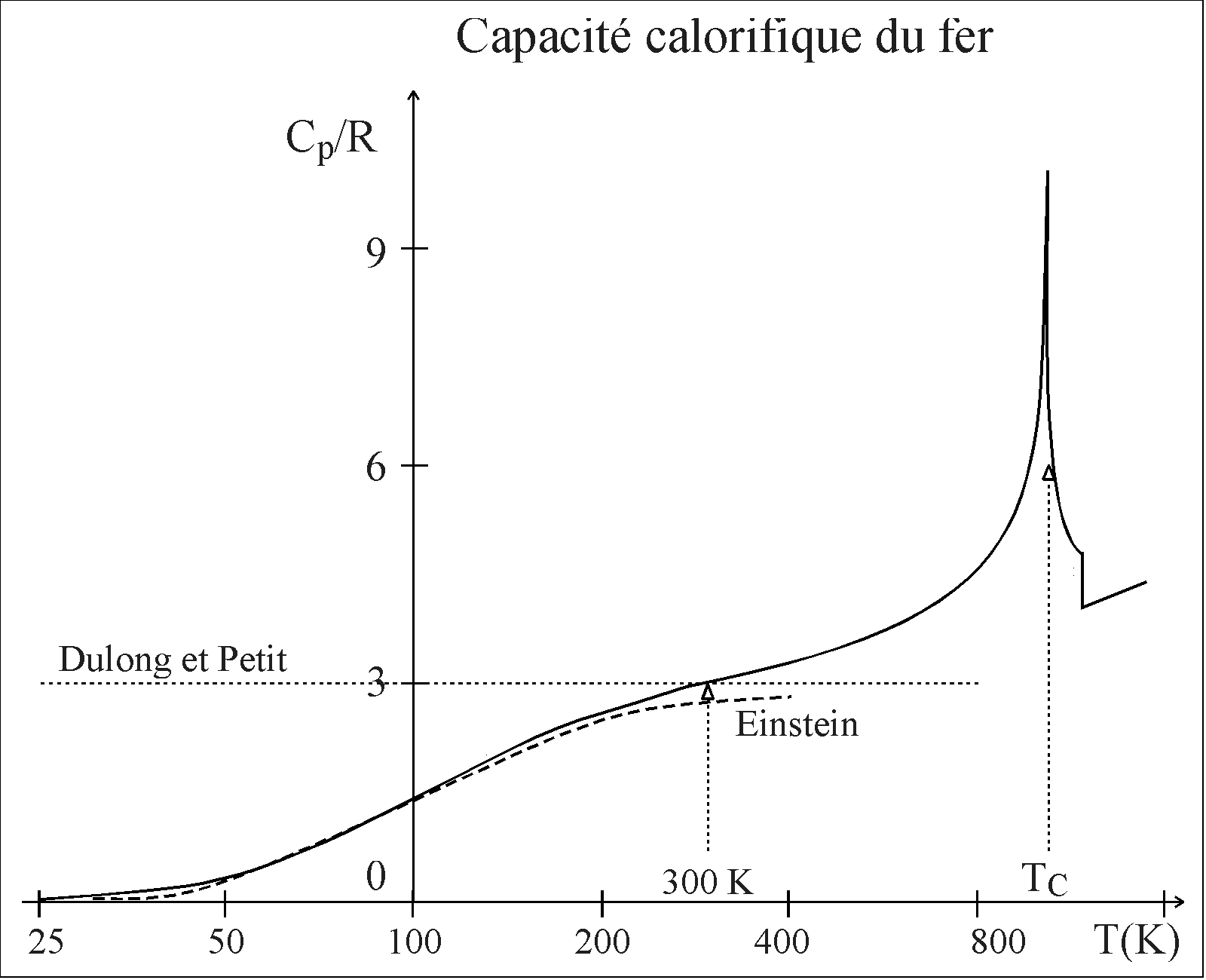
Abweichungen vom Gesetz von Dulong und Petit

Trotz seiner Einfachheit macht das Dulong-Petit-Gesetz relativ gute Voraussagen für die spezifische Wärmekapazität von Feststoffen mit einfacher Kristallstruktur bei hinreichend hohen Temperaturen (z. B. bei Raumtemperatur).
In Bereichen niedriger Temperaturen weicht es zunehmend von den experimentellen Befunden ab. Da die Gitterschwingungen quantisiert sind, können sie pro Freiheitsgrad nur Energiequanten der Größe {\displaystyle h\nu } aufnehmen ({\displaystyle h} = Planck-Konstante, {\displaystyle \nu } = Schwingungsfrequenz). Insbesondere ist mindestens die Energie {\displaystyle 1\cdot h\nu } pro Freiheitsgrad nötig, um die Schwingung überhaupt anzuregen. Ist die zur Verfügung stehende thermische Energie {\displaystyle kT} zu gering, so werden einige Freiheitsgrade gar nicht angeregt und können nicht durch Energieaufnahme zur Wärmekapazität beitragen. Die Wärmekapazität von Festkörpern nimmt daher bei sehr niedrigen Temperaturen merklich ab und strebt für {\displaystyle T\to 0} gegen Null (Dritter Hauptsatz der Thermodynamik). Hier liefert das Debye-Modell bessere Voraussagen.
Ist ein Festkörper nicht aus einzelnen Atomen, sondern aus komplizierteren Molekülen aufgebaut (z. B. CaSO4), so kommen zu den 3 Freiheitsgraden der Gitterschwingung für jedes Teilchen zusätzliche Freiheitsgrade der Molekülschwingung hinzu (die Teilchen des Moleküls schwingen gegeneinander). Die molare Wärmekapazität eines solchen Festkörpers kann deutlich höher sein als vom Dulong-Petit-Gesetz vorhergesagt.

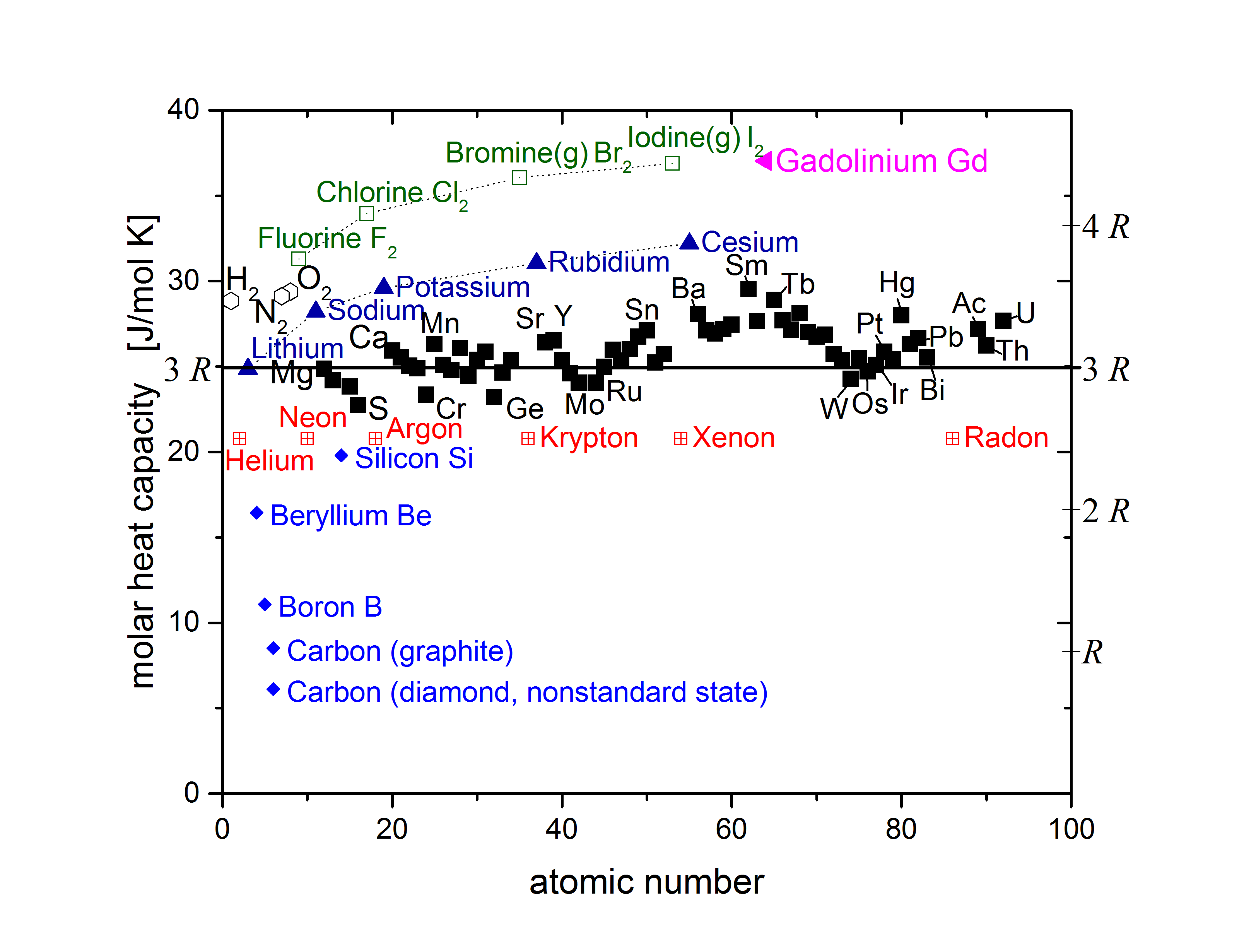
Molare Wärmekapazität bei 25 °C als Funktion der Ordnungszahl der Elemente: Die Werte für Brom und Iod gelten für den Gaszustand. Kohlenstoff (C), Bor (B), Beryllium (Be) und Silizium (Si) haben eine kleine Wärmekapazität und sind hellblau hervorgehoben. Gadolinium hat nahe der Raumtemperatur durch den Phasenübergang vom ferro- zum paramagnetischen Zustand eine höhere Wärmekapazität.

Metalle als monoatomare Festkörper befinden sich meist in guter Übereinstimmung mit dem Dulong-Petit-Gesetz. Wegen der Metallbindung würde man zunächst anderes erwarten, da die Atome bei ihrer Bindung Elektronen aus ihrer äußeren Elektronenhülle abgeben, welche sich frei durch den Kristall bewegen können (Elektronengas). Jedes Elektron müsste 3 Translationsfreiheitsgrade beitragen, so dass, wenn jedes Atom ein Elektron abgibt, die molare Wärmekapazität {\displaystyle 3R+3\cdot R/2=9/2R} betragen müsste. Da im Elektronengas aber bereits alle Zustände unterhalb der Fermi-Verteilung besetzt sind, können die meisten Elektronen nicht in einen Zustand höherer Energie übergehen und daher auch nicht zur Wärmekapazität beitragen.